# ضب متغير
ضب مُتَغَيِّر أو ضب سوداني (الاسم العلمي: Uromastyx dispar)، نوع من عظاءات الحرذونيات. يوجد في موريتانيا والسودان وتشاد والصحراء الغربية والجزائر ومالي.
هناك ثلاثة نويعات معترف بها:
- Uromastyx dispar dispar Heyden, 1827
- ضب متغير أصفر اللفافة روبرت ميرتنز, 1962
- Uromastyx dispar maliensis Joger & Lambert, 1996 – Mali uromastyx